# Nicola Devico Mamone
Nicola „Nico“ Devico Mamone (* 1976) ist ein deutscher Schauspieler und Synchronsprecher.

## Leben
Er wuchs dreisprachig mit Deutsch, Italienisch und argentinischem Spanisch auf. Ausgebildet wurde er unter anderem am Michael Tschechow Studio Berlin. Ab 2005 trat er in verschiedenen Kurzfilmen, oft unter der Regie von Sarah Greifenstein, auf. 2008 spielte er im Arte-Fernsehfilm Die Bernadotte-Dynastie – Das Geheimnis der schwedischen Monarchie die Rolle des Napoleon.

## Filmografie
- 2005: Due Chiacchiere (Kurzfilm)
- 2006: Lebe wohl (Kurzfilm)
- 2006: Wenn du wüsstest (Kurzfilm)
- 2007: Herr und Knecht (Kurzfilm)
- 2007: Babel (Kurzfilm)
- 2008: Die Bernadotte-Dynastie – Das Geheimnis der schwedischen Monarchie (Fernsehfilm)
- 2008: Stadt der Kranken (Kinofilm)
- 2009: Drei, Zwei, Eins (Kurzfilm)
- 2009: Der gefallene König (Kurzfilm)
- 2009: Delia’s Gone (Kurzfilm)
- 2009: Blutpumpe (Kurzfilm)
- 2009: So Long, Bye Bye
- 2010: The American
- 2012: Nachtschicht – Reise in den Tod (Fernsehreihe)

## Synchronisation (Auswahl)
Diego Luna
- 2003: Open Range – Weites Land als Button
- 2004: Criminal als Rodrigo
- 2004: Dirty Dancing 2 – Heiße Nächte auf Kuba als Javier Suarez
- 2004: Terminal als Enrique Cruz
- 2012: Contraband als Gonzalo
- 2013: Elysium als Julio
- 2016: Blood Father als Jonah

John Leguizamo
- 2005: Sueño Americano – Liebe, Musik, Leidenschaft als Antonio
- 2013: The Counselor als Coverall Man
- 2014: Kiss the Cook – So schmeckt das Leben! als Martin
- 2014: Ride Along als Santiago
- 2017: John Wick: Kapitel 2 als Aurelio
- 2020: Chaos auf der Feuerwache als Rodrigo Torres
- 2021: Encanto als Bruno Madrigal

### Filme
- 2002: The Good Girl – Jake Gyllenhaal als Holden Worther
- 2003: Popstar auf Umwegen – Yani Gellman als Paolo Valisari
- 2003: Das Schloss im Himmel – Mayumi Tanaka als Pazu
- 2003: Das Schloss im Himmel – James Van Der Beek als Pazu (amerikanische Version)
- 2004: Die Daltons gegen Lucky Luke – Kad Merad als Mexikaner
- 2005: Spiel ohne Regeln – Nelly als Megget
- 2006: Science of Sleep – Anleitung zum Träumen – Gael García Bernal als Stéphane Miroux
- 2006: Bobby – Freddy Rodríguez als Jose
- 2006: The Namesake – Zwei Welten, eine Reise – Kal Penn als Gogol / Nikhil
- 2007: Verführung einer Fremden – Giovanni Ribisi als Miles Haley
- 2007: The King oder Das 11. Gebot – Gael García Bernal als Elvis Valderez
- 2008: Jumper als Jumper #1
- 2009: Inglourious Basterds – Omar Doom als Pfc. Omar Ulmer
- 2009: Fast & Furious – Neues Modell. Originalteile. – Don Omar als Don Omar
- 2010: Briefe an Julia – Gael García Bernal als Victor
- 2010: The Way Back – Der lange Weg – Jim Sturgess als Janusz
- 2011: Pirates of the Caribbean – Fremde Gezeiten – Sebastian Armesto als König Ferdinand
- 2011: Fast & Furious Five – Tego Calderón als Leo
- 2012: Cloud Atlas – Jim Sturgess als Adam Ewing / Poor Hotel Guest / Megans Dad / Highlander / Hae–Joo Chang / Adam / Zachry Brother–in–Law
- 2012: Liebe – Alexandre Tharaud als Klavierspieler
- 2013: Fliegende Liebende – Hugo Silva als Benito Morón
- 2013: Le passé – Das Vergangene – Tahar Rahim als Samir
- 2013: Giraffada – Saleh Bakri als Yassin
- 2013: Seelen – Stephen Rider als Sucher Reed
- 2014: Herz aus Stahl – Michael Peña als Trini „Gordo“ Garcia
- 2014: Need for Speed – Ramón Rodríguez als Joe Peck
- 2015: Ant–Man – Michael Peña als Luis
- 2015: Vacation – Wir sind die Griswolds – Michael Peña als Arizona Cop
- 2015: Let’s be Cops – Die Party Bullen – Keegan-Michael Key als Pupa
- 2015: Bajirao & Mastani – Eine unsterbliche Liebe – Ranveer Singh als Peshwa Bajirao Ballal
- 2016: The Shallows – Gefahr aus der Tiefe – Óscar Jaenada als Carlos
- 2017: Django – Ein Leben für die Musik – Reda Kateb als Django Reinhardt
- 2018: Ant-Man and the Wasp – Michael Peña als Luis
- 2019: Terminator: Dark Fate – Gabriel Luna als Terminator Rev-9
- 2019: Gemini Man – E. J. Bonilla als Marino
- 2025: The Fantastic Four: First Steps: - Pedro Pascal als Dr. Reed Richards / Mister Fantastic

### Serien
- 2001: Detektiv Conan als Masaya Amamori[1]
- 2001: Yu-Gi-Oh! – Tsuyoshi Maeda als Valon
- 2004–2005: Winx Club – Matt Shively als Sky (1. Stimme)
- 2004–2009: Desperate Housewives – Jesse Metcalfe als John Rowland
- 2005–2009, 2021: Grey’s Anatomy – T. R. Knight als Dr. George O’Malley
- 2006–2020: Criminal Minds – Matthew Gray Gubler als Dr. Spencer Reid
- 2007–2009: Sea Patrol – Jay Ryan als William „Billy“ Webb
- 2008–2012: Beyblade: Metal Fusion als Nile Nairo
- 2008–2013: Breaking Bad – RJ Mitte als Walter White, Jr.
- 2009: Prison Break – Carlo Alban als McGrady
- 2011: Vampire Diaries – Bryton James als Luka Martin
- 2011–2012: Homeland – Hrach Titizian als Danny Galvez
- 2012–2014: Violetta – Ruggero Pasquarelli als Federico Paccini
- 2012–2014: Dallas – Jesse Metcalfe als Christopher Ewing
- 2012–2015: Violetta – Ezequiel Rodríguez als Pablo Galindo
- 2013–2016: Devious Maids – Schmutzige Geheimnisse – Cristián de la Fuente als Ernesto Falta
- 2013–2017: Marvel’s Agents of S.H.I.E.L.D. – Brett Dalton als Grant Ward
- 2014: Die Brücke – Transit in den Tod – Henrik Lundström als Rasmus Larsson
- 2014–2021: Gomorrha – Marco D’Amore als Ciro di Marzio
- 2015–2016: Quantico – Tate Ellington als Simon Asher
- 2016: Supergirl – Peter Facinelli als Maxwell Lord[2]
- 2016–2018: Soy Luna – Ezequiel Rodríguez als Ricardo Simonetti
- 2017–2019: Legion – Hamish Linklater als Befrager
- 2017–2021: Haus des Geldes – Álvaro Morte als Sergio Marquina alias Der Professor
- 2017–2022: Riverdale – Mark Consuelos als Hiram Lodge[3]
- 2020: Vikings – Danila Kozlovsky als Prinz Oleg von Novgorod[4]
- seit 2020: The Last of Us - Gabriel Luna als Tommy Miller
- 2023: Navy CIS: L.A. für Justin Huen als Randall Perez
- seit 2024: Sakamoto Days als Tarou Sakamoto

## Preise und Ehrungen
- 2007: Berlinale – Gewinner des Liliput Preis 2007 für die beste Synchronisation in Science of Sleep – Anleitung zum Träumen (La Science des revês)
- 2021: Deutscher Schauspielpreis 2021 – Synchronpreis „Die Stimme“[5]